# Сульфид технеция(VII)
Сульфид технеция(VII) — неорганическое соединение, соль металла технеция и сероводородной кислоты с формулой Tc2S7,
тёмно-коричневые кристаллы,
не растворимые в воде.

## Получение
- Пропускание сероводорода через кислые растворы пертехнетатов:

{\displaystyle {\mathsf {2KTcO_{4}+7H_{2}S+2HCl\ {\xrightarrow {}}\ Tc_{2}S_{7}+2KCl+8H_{2}O}}}

## Физические свойства
Сульфид технеция(VII) образует тёмно-коричневые кристаллы.
Не растворяется в воде.

## Химические свойства
- Восстанавливается водородом:

{\displaystyle {\mathsf {Tc_{2}S_{7}+7H_{2}\ {\xrightarrow {1000^{o}C}}\ 2Tc+7H_{2}S}}}
- В щелочной среде окисляется перекисью водорода:

{\displaystyle {\mathsf {Tc_{2}S_{7}+28H_{2}O_{2}+16NaOH\ {\xrightarrow {}}\ 2NaTcO_{4}+7Na_{2}SO_{4}+36H_{2}O}}}